# Kostel svaté Kunhuty (Polom)
Kostel svaté Kunhuty se nachází v osadě Polom, která spadá pod Trhovou Kamenici v okrese Chrudim. Od roku 2003 je chráněn jako kulturní památka.
V roce 2008 zchátralý kostel od církve za symbolickou cenu koupil památkář František Václavík. V současné době (2021) je kostel ve vlastnictví spolku Polom.

## Historie
Jednolodní bezvěžový kostelík renesančního původu byl postaven na přelomu 17. a 18. století, kolem r. 1750 byl barokně upraven. Jde tak o významný doklad tehdejší venkovské sakrální architektury.
Hlavní vstup je orientován k jihu, směrem k někdejší návsi dnes téměř zaniklé vesnice. Krov a střecha pocházejí z roku 1833, kamenná ohradní zeď z roku 1896. Tehdy na opravě kostela a areálu pracoval český architekt a stavitel Jan Schmoranz. S ohledem na drsné počasí Železných hor nechal vyměnit původní dřevěná okna za nová ze speciální slitiny a stropy zaklenul cihlovou klenbou do traverz. Touto přestavbou s důrazem na trvanlivost podle Františka Václavíka umožnil, aby se dochoval až do současnosti.

## Fotogalerie

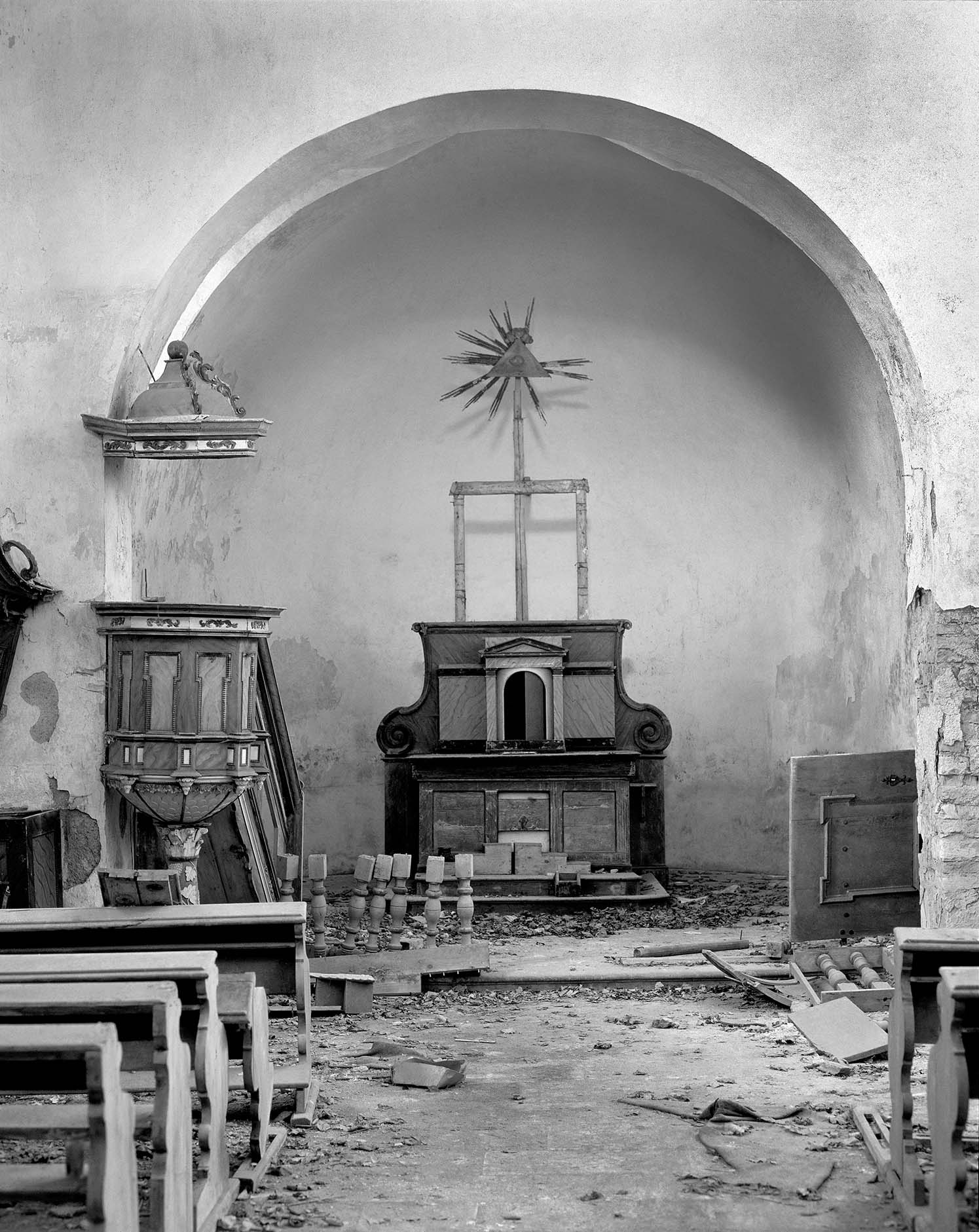
Interiér kostela, 1994
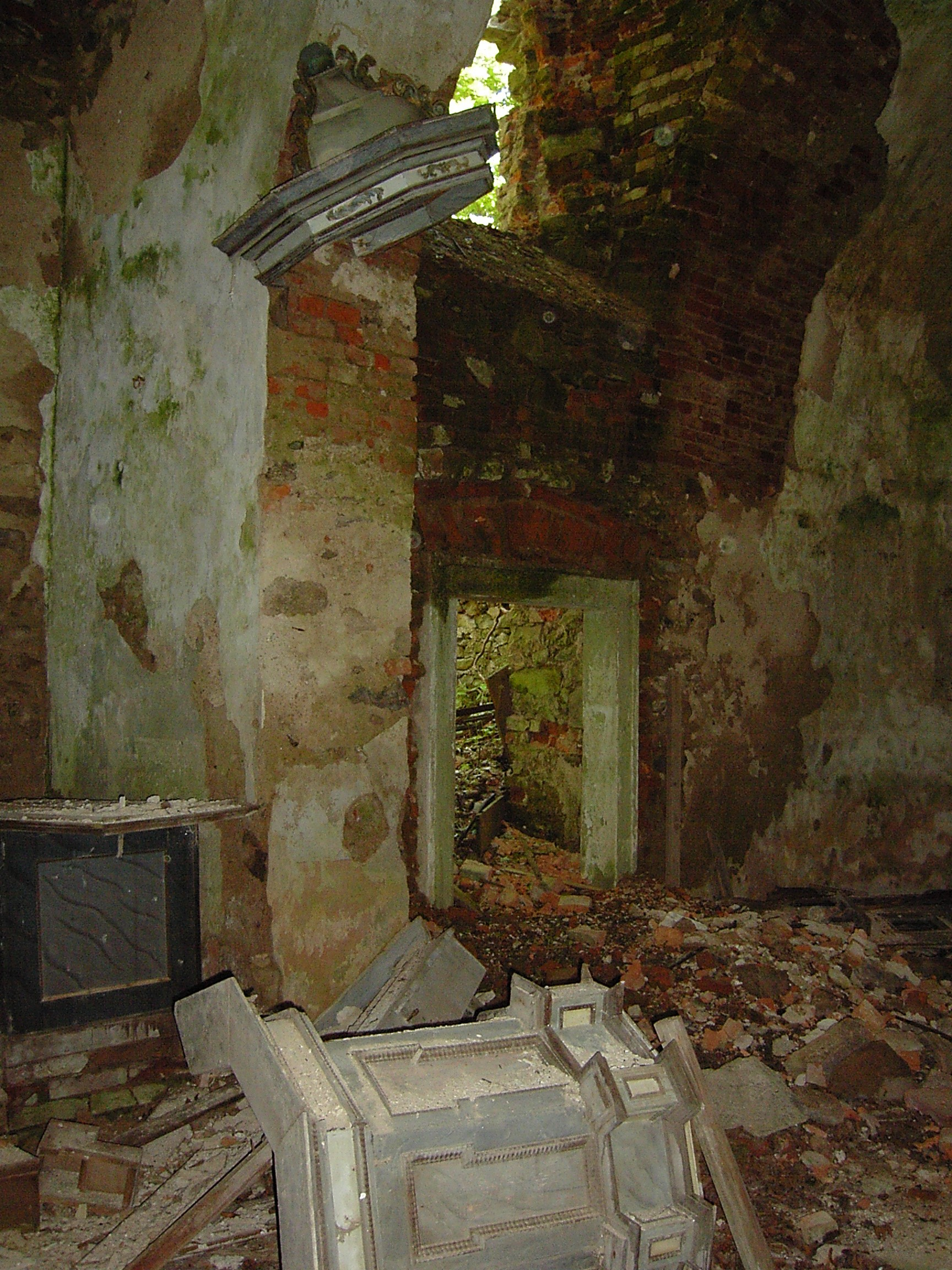
Interiér kostela, 2006
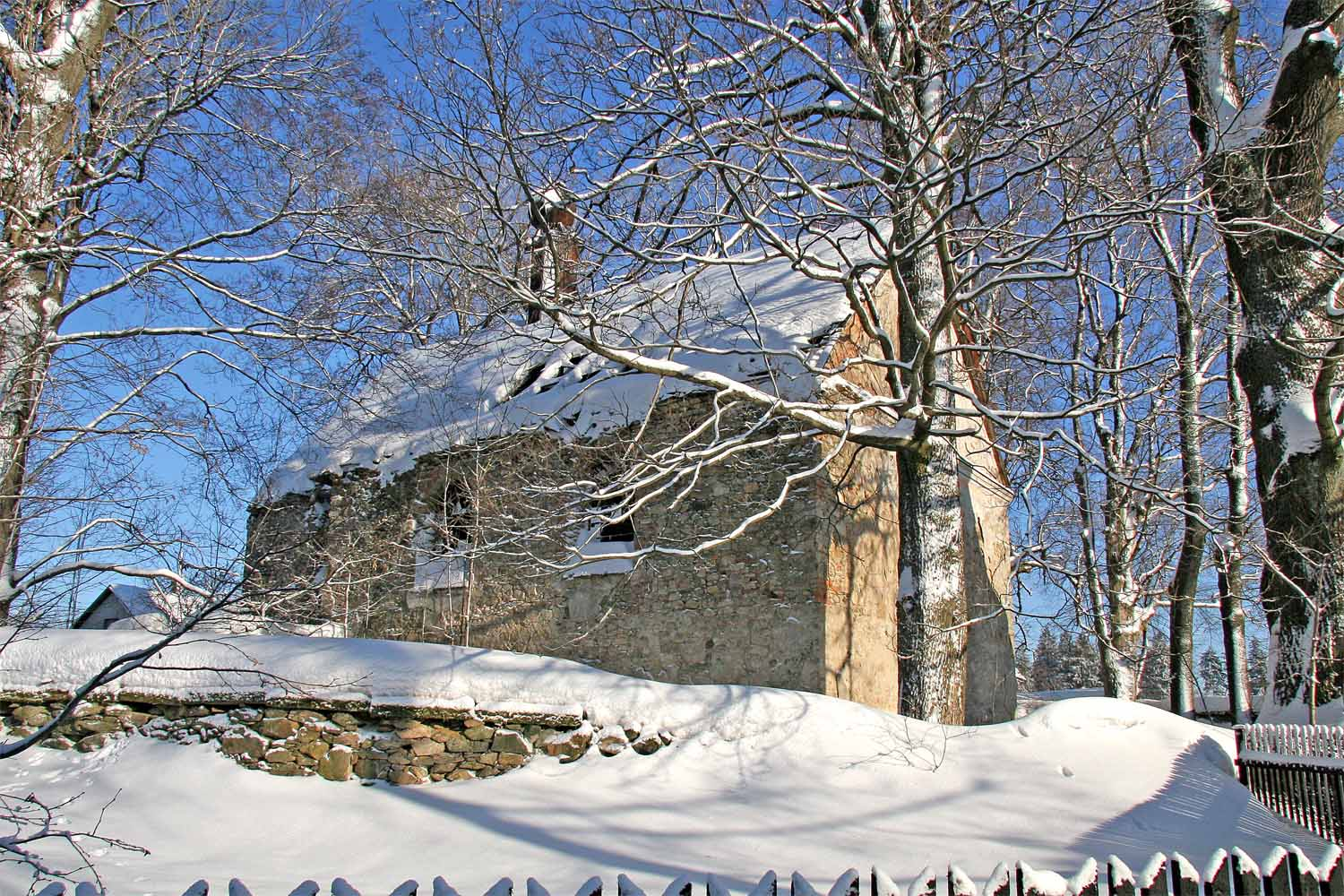
Kostel v lednu 2006